# Comesperma spinosum
Comesperma spinosum là một loài thực vật có hoa trong họ Polygalaceae. Loài này được F.Muell. mô tả khoa học đầu tiên năm 1858.